# Les Piliers de la société (film)
 (juillet 2022).
Si vous disposez d'ouvrages ou d'articles de référence ou si vous connaissez des sites web de qualité traitant du thème abordé ici, merci de compléter l'article en donnant les références utiles à sa vérifiabilité et en les liant à la section « Notes et références ».
Pour le drame d'Henrik Ibsen, voir Les Piliers de la société.
Pour plus de détails, voir Fiche technique et Distribution.
Les Piliers de la société (Stützen der Gesellschaft) est un film allemand réalisé par Douglas Sirk, sorti en 1935.

## Synopsis
Le riche consul Karsten Bernick est l'heureux propriétaire d'un chantier naval. Toutes ses actions et pensées visent à ce que son fils Olaf reprenne son affaire au moment opportun. Lorsque le beau-frère de Bernick, Johan Tönnessen, devenu entre-temps un riche fermier, revient dans son pays d'origine après une absence de 20 ans à l'étranger, de vieilles rumeurs circulent à nouveau, exprimant que Dina, qui vit dans la maison du consul, est un de ses enfants illégitimes. Bernick renverse maintenant les rôles et répand le soupçon que son beau-frère Johan est le père de l'enfant.

## Fiche technique
- Titre : Les Piliers de la société
- Titre original : Stützen der Gesellschaft
- Réalisation : Douglas Sirk (sous le nom de Detlef Sierck)
- Scénario : Henrik Ibsen (pièce de théâtre Les Piliers de la société), Karl Peter Gillmann
- Montage : Friedel Buckow
- Musique : Franz R. Friedl
- Pays de production :  Reich allemand
- Société de production : UFA
- Genre : Drame
- Durée : 85 minutes
- Date de sortie : 21 décembre 1935

## Distribution
- Heinrich George : Consul Bernick
- Maria Krahn : Betty Bernick
- Horst Teetzmann : Olaf Bernick
- Albrecht Schoenhals : Johann Tonnessen
- Suse Graf (de) : Dina Dorf
- Oskar Sima : Krapp
- Karl Dannemann : Aune
- Hansjoachim Büttner : Hammer
- Walther Süssenguth : Urbini
- Franz Weber : Vigeland
- Paul Beckers : Hansen, Zirkusclown
- S.O. Schoening : Sandstadt, Kaufmann
- Toni Tetzlaff : Mem Vigeland
- Maria Hofen : Mme Sandstadt
- Gerti Ober : Thora Sandstadt